# 김진주 (성우)
김진주(1970년 6월 25일 ~ )는 대한민국의 성우이다. 1994년 KBS에 입사했으며, 현재는 KBS 24기이다. 한국방송 성우극회 소속. 

## 주요 출연작품

### 애니메이션
- 꼬마유령 캐스퍼 (KBS) - 마녀 / 요정
- 사이파이 해리 (경인방송)
- 헌터X헌터 (애니원) - 가이드 / 아줌마

### 외화
- 허비 - 몬테카를로에 가다 (KBS) - 프랑스 여성(카티아 첸코)
- 블랙 레인 (SBS)

### 기타
- EBS 60분 부모 나레이션
- CJ홈쇼핑, 롯데홈쇼핑, 농수산홈쇼핑 나레이션
- 아침을 달린다(KBS TV)리포터
- KBS 무대 등 라디오 드라마 다수 출연.
- KBS 라디오 문화살롱 보조진행.